# Liste des chapelles de l'Indre
La liste des chapelles de l'Indre présente les chapelles de culte catholique situées sur le territoire des communes du départements français de Indre.
Il est fait état des diverses protections dont elles peuvent bénéficier, et notamment les inscriptions et classements au titre des monuments historiques.
Toutes sont situées dans l'archidiocèse de Bourges.

## Liste
| Chapelle                                                     | Commune                         | Adresse | Coordonnées                      | Notice         | Protection | Date | Illustration                                          |
| ------------------------------------------------------------ | ------------------------------- | ------- | -------------------------------- | -------------- | ---------- | ---- | ----------------------------------------------------- |
| Chapelle Notre-Dame de la Bouzanne d'Aigurande               | Aigurande                       |         | 46° 26′ 39″ nord, 1° 49′ 03″ est |                |            |      | Image manquante Téléverser                            |
| Chapelle Saint-Benoît d'Argenton-sur-Creuse                  | Argenton-sur-Creuse             |         | 46° 35′ 10″ nord, 1° 31′ 01″ est | « PA00097264 » | Classé MH  | 1944 | Chapelle Saint-Benoît d'Argenton-sur-Creuse           |
| Chapelle de la Bonne-Dame d'Argenton-sur-Creuse              | Argenton-sur-Creuse             |         | 46° 35′ 11″ nord, 1° 30′ 54″ est |                |            |      | Chapelle de la Bonne-Dame d'Argenton-sur-Creuse       |
| Chapelle de la Bonne-Dame-du-Chêne à Arthon                  | Arthon                          |         | 46° 43′ 41″ nord, 1° 41′ 35″ est |                |            |      | Chapelle de la Bonne-Dame-du-Chêne à Arthon           |
| Chapelle Notre-Dame de Vaudouan de Briantes                  | Briantes                        |         | 46° 32′ 12″ nord, 2° 00′ 01″ est |                |            |      | Chapelle Notre-Dame de Vaudouan de Briantes           |
| Chapelle aux Bobines                                         | Buzançais                       |         | 46° 53′ 20″ nord, 1° 23′ 43″ est | « PA00097286 » | Inscrit MH | 1987 | Image manquante Téléverser                            |
| Chapelle Saint-Lazare de Buzançais                           | Buzançais                       |         | 46° 53′ 52″ nord, 1° 25′ 11″ est | « PA00135293 » | Inscrit MH | 1995 | Chapelle Saint-Lazare de Buzançais                    |
| Chapelle Saint-Luc de Chasseneuil                            | Chasseneuil                     |         | 46° 38′ 54″ nord, 1° 29′ 53″ est |                |            |      | Chapelle Saint-Luc de Chasseneuil                     |
| Chapelle Saint-Martin de Châteauroux                         | Châteauroux                     |         | 46° 48′ 42″ nord, 1° 41′ 16″ est |                |            |      | Chapelle Saint-Martin de Châteauroux                  |
| Chapelle du château de Touvent                               | Châteauroux                     |         | 46° 46′ 38″ nord, 1° 41′ 38″ est | « PA36000037 » | Inscrit MH | 2014 | Image manquante Téléverser                            |
| Chapelle de la maison de retraite George Sand du châteauroux | Châteauroux                     |         | 46° 49′ 10″ nord, 1° 42′ 28″ est |                |            |      | Image manquante Téléverser                            |
| Chapelle des Rédemptoristes de Châteauroux                   | Châteauroux                     |         | 46° 48′ 33″ nord, 1° 41′ 30″ est |                |            |      | Chapelle des Rédemptoristes de Châteauroux            |
| Chapelle Sainte-Solange de Châteauroux                       | Châteauroux                     |         | 46° 48′ 37″ nord, 1° 41′ 55″ est |                |            |      | Image manquante Téléverser                            |
| Chapelle Notre-Dame de la Trinité de Cluis                   | Cluis                           |         | 46° 32′ 56″ nord, 1° 45′ 20″ est |                |            |      | Chapelle Notre-Dame de la Trinité de Cluis            |
| Chapelle Notre-Dame-des-Ailes de Diors                       | Diors                           |         | 46° 49′ 37″ nord, 1° 49′ 44″ est |                |            |      | Image manquante Téléverser                            |
| Chapelle Saint-Pierre de Vouhet                              | Dunet                           |         | 46° 29′ 05″ nord, 1° 16′ 50″ est | « PA00097342 » | Inscrit MH | 1928 | Chapelle Saint-Pierre de Vouhet                       |
| Chapelle de l'abbaye Notre-Dame de Fontgombault              | Fontgombault                    |         | 46° 40′ 38″ nord, 0° 58′ 40″ est |                |            |      | Chapelle de l'abbaye Notre-Dame de Fontgombault       |
| Chapelle Saint-Julien de Fontgombault                        | Fontgombault                    |         | 46° 40′ 31″ nord, 0° 58′ 37″ est |                |            |      | Image manquante Téléverser                            |
| Chapelle Saint-Abdon de Gournay                              | Gournay                         |         | 46° 34′ 58″ nord, 1° 43′ 46″ est |                |            |      | Chapelle Saint-Abdon de Gournay                       |
| Chapelle désaffectée d'Avail                                 | Issoudun                        |         | 46° 57′ 49″ nord, 2° 03′ 31″ est |                |            |      | Image manquante Téléverser                            |
| Chapelle Saint-Roch d'Issoudun                               | Issoudun                        |         | 46° 56′ 42″ nord, 1° 59′ 35″ est |                |            |      | Image manquante Téléverser                            |
| Chapelle fontaine Sainte-Radegonde dite la Grand Font        | La Châtre                       |         | 46° 34′ 56″ nord, 1° 59′ 26″ est | « PA00097308 » | Inscrit MH | 1925 | Chapelle fontaine Sainte-Radegonde dite la Grand Font |
| Chapelle des Capucins de La Châtre                           | La Châtre                       |         | 46° 35′ 09″ nord, 1° 59′ 20″ est |                |            |      | Image manquante Téléverser                            |
| Chapelle des Piliers du Blanc                                | Le Blanc                        |         | 46° 38′ 08″ nord, 1° 03′ 58″ est | « PA00097275 » | Inscrit MH | 1928 | Image manquante Téléverser                            |
| Chapelle du Blanc                                            | Le Blanc                        |         | à géolocaliser                   |                |            |      | Image manquante Téléverser                            |
| Chapelle Saint-Vincent des Bordes                            | Les Bordes                      |         | 46° 58′ 50″ nord, 1° 58′ 34″ est |                |            |      | Image manquante Téléverser                            |
| Chapelle Saint-Martin de Lys-Saint-Georges                   | Lys-Saint-Georges               |         | 46° 38′ 22″ nord, 1° 49′ 06″ est |                |            |      | Chapelle Saint-Martin de Lys-Saint-Georges            |
| Chapelle Saint-Jean de Plaincourault                         | Mérigny                         |         | 46° 36′ 47″ nord, 0° 57′ 02″ est | « PA00097393 » | Classé MH  | 1944 | Chapelle Saint-Jean de Plaincourault                  |
| Chapelle de La Rochebellusson                                | Mérigny                         |         | 46° 38′ 21″ nord, 0° 54′ 55″ est |                |            |      | Image manquante Téléverser                            |
| Chapelle Notre-Dame-de-la-Route de Parnac                    | Parnac                          |         | 46° 26′ 33″ nord, 1° 29′ 10″ est |                |            |      | Image manquante Téléverser                            |
| Chapelle Notre-Dame-de-Miséricorde de Pellevoisin            | Pellevoisin                     |         | 46° 58′ 58″ nord, 1° 25′ 01″ est |                |            |      | Chapelle Notre-Dame-de-Miséricorde de Pellevoisin     |
| Chapelle de Reboursin                                        | Reboursin                       |         | 47° 06′ 19″ nord, 1° 49′ 17″ est |                |            |      | Image manquante Téléverser                            |
| Chapelle Saint-Nicolas de Chéniers                           | Sacierges-Saint-Martin          |         | 46° 28′ 06″ nord, 1° 20′ 18″ est |                |            |      | Image manquante Téléverser                            |
| Chapelle Barbault de Saint-Chartier                          | Saint-Chartier                  |         | 46° 38′ 54″ nord, 1° 58′ 25″ est |                |            |      | Chapelle Barbault de Saint-Chartier                   |
| Chapelle Saint-Jean de Saint-Christophe-en-Boucherie         | Saint-Christophe-en-Boucherie   |         | 46° 40′ 37″ nord, 2° 07′ 11″ est |                |            |      | Chapelle Saint-Jean de Saint-Christophe-en-Boucherie  |
| Chapelle Saint-Gaultier de Saint-Gaultier                    | Saint-Gaultier                  |         | 46° 38′ 04″ nord, 1° 25′ 25″ est |                |            |      | Image manquante Téléverser                            |
| Chapelle Notre-Dame-de-Pitié de Saint-Gaultier               | Saint-Gaultier                  |         | 46° 38′ 05″ nord, 1° 25′ 11″ est |                |            |      | Chapelle Notre-Dame-de-Pitié de Saint-Gaultier        |
| Chapelle Saint-Marcel-et-Saint-Anastase des Pommeurs         | Saint-Marcel                    |         | 46° 36′ 19″ nord, 1° 30′ 50″ est |                |            |      | Image manquante Téléverser                            |
| Chapelle Sainte-Anne du couvent de Sainte-Sévère-sur-Indre   | Sainte-Sévère-sur-Indre         |         | à géolocaliser                   |                |            |      | Image manquante Téléverser                            |
| Chapelle de Greuille                                         | Sassierges-Saint-Germain        |         | 46° 43′ 56″ nord, 1° 53′ 10″ est |                |            |      | Image manquante Téléverser                            |
| Chapelle Saint-Genou de Selles-sur-Nahon                     | Selles-sur-Nahon                |         | 47° 00′ 46″ nord, 1° 27′ 48″ est |                |            |      | Image manquante Téléverser                            |
| Chapelle de l'Épinat                                         | Val-Fouzon                      |         | 47° 12′ 20″ nord, 1° 33′ 26″ est | « PA00097476 » | Inscrit MH | 1926 | Image manquante Téléverser                            |
| Chapelle Notre-Dame de Valençay                              | Valençay                        |         | 47° 09′ 39″ nord, 1° 34′ 06″ est |                |            |      | Chapelle Notre-Dame de Valençay                       |
| Chapelle de Saint-Mandé                                      | Villentrois-Faverolles-en-Berry |         | 47° 11′ 38″ nord, 1° 27′ 45″ est | « PA00097485 » | Inscrit MH | 1964 | Chapelle de Saint-Mandé                               |
| Chapelle du cimetière d'Écueillé                             | Écueillé                        |         | 47° 05′ 13″ nord, 1° 21′ 07″ est |                |            |      | Image manquante Téléverser                            |
| Chapelle Notre-Dame-de-Lumière de Chambon                    | Éguzon-Chantôme                 |         | 46° 25′ 57″ nord, 1° 36′ 33″ est |                |            |      | Image manquante Téléverser                            |